# Franco Interlenghi
Franco Interlenghi (Roma, 29 ottobre 1931 – Roma, 10 settembre 2015) è stato un attore italiano.

## Biografia
Franco Interlenghi iniziò la carriera come attore bambino nel 1946, quindicenne, come co-protagonista, con Rinaldo Smordoni, del film neorealista Sciuscià di Vittorio De Sica. I due ragazzi, presi letteralmente dalla strada, contribuirono in modo determinante al successo internazionale del film, premiato con l'Oscar al miglior film straniero. Per Interlenghi, il film di De Sica fu solo l'inizio di una lunga carriera di attore: con un volto di giovane bello e una recitazione intensa e pulita, fu infatti interprete di molti film diretti da registi di fama. Recitò in Don Camillo (1952) di Julien Duvivier, Il mondo le condanna (1953) di Gianni Franciolini, I vinti (1953) di Michelangelo Antonioni, I vitelloni (1953) di Federico Fellini, Padri e figli (1957) di Mario Monicelli, Giovani mariti (1958) di Mauro Bolognini, Miranda (1985) di Tinto Brass.
Luchino Visconti lo diresse a teatro in Morte di un commesso viaggiatore. Interlenghi continuò una carriera dignitosa, ma non più di primo piano. Le sue interpretazioni diventarono sempre più caratterizzate, prestandosi a personaggi di secondo piano, ma dalla resa cinematografica molto efficace. 
Morì a Roma, nella sua casa nei pressi di Ponte Milvio la mattina del 10 settembre 2015, all'età di 83 anni, e alla sua memoria fu dedicato il documentario Sciuscià 70 di Mimmo Verdesca.

## Vita privata
Nel 1955 sposò l'attrice Antonella Lualdi, alla quale è rimasto legato per 60 anni, fino alla sua scomparsa. Dal loro matrimonio nacquero due figlie: Stella ed Antonella detta Antonellina, entrambe attrici. Era inoltre nonno dell'ex annunciatrice Rai e conduttrice Virginia Sanjust di Teulada, figlia di Antonella.
Era un tifoso della Lazio.

## Filmografia

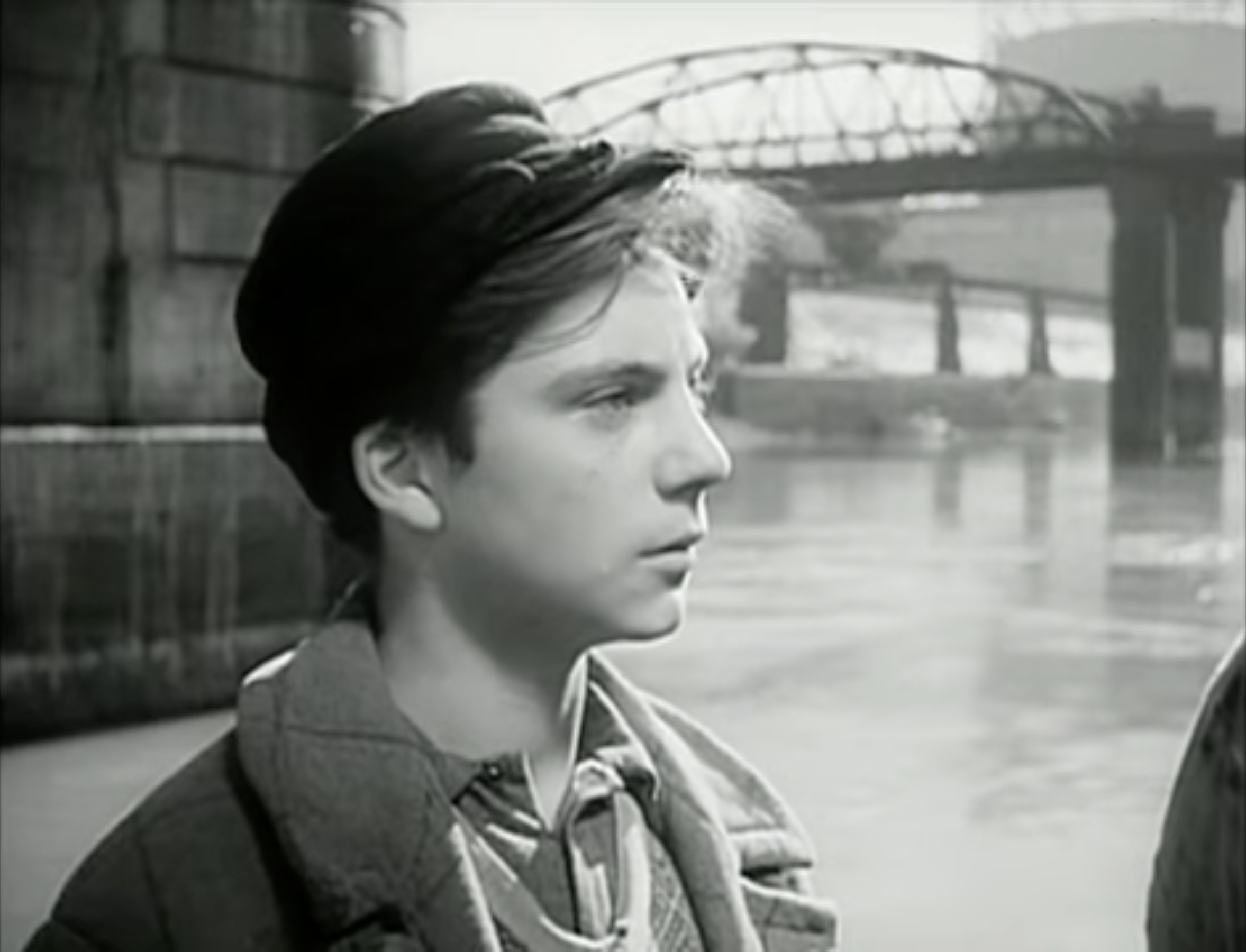
Franco Interlenghi in Sciuscià (1946)

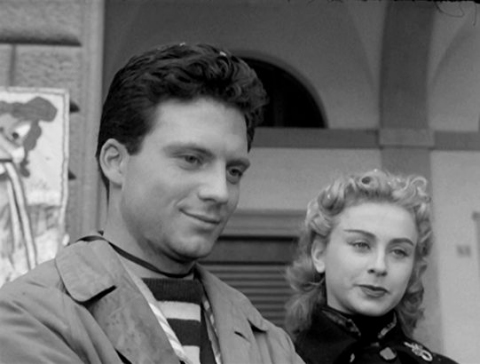
Franco Interlenghi ne I vitelloni (1953)

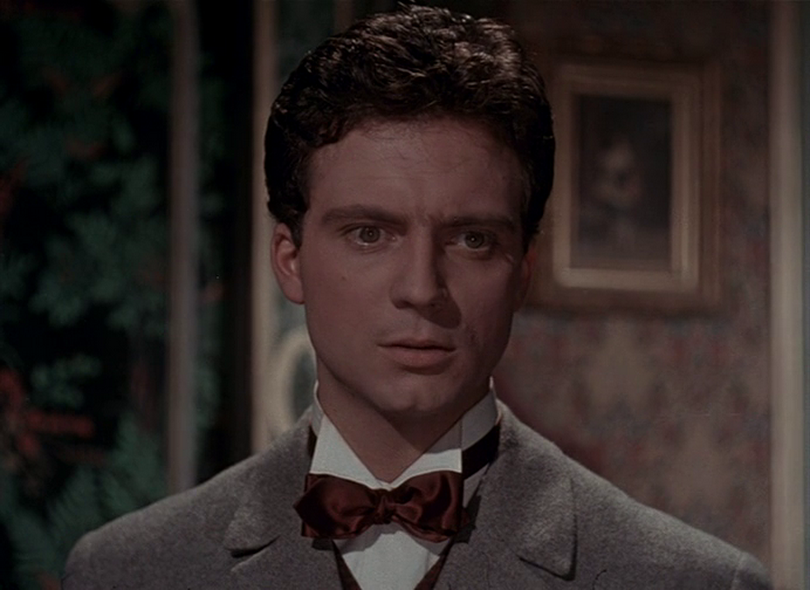
Franco Interlenghi in Amori di mezzo secolo (1954)

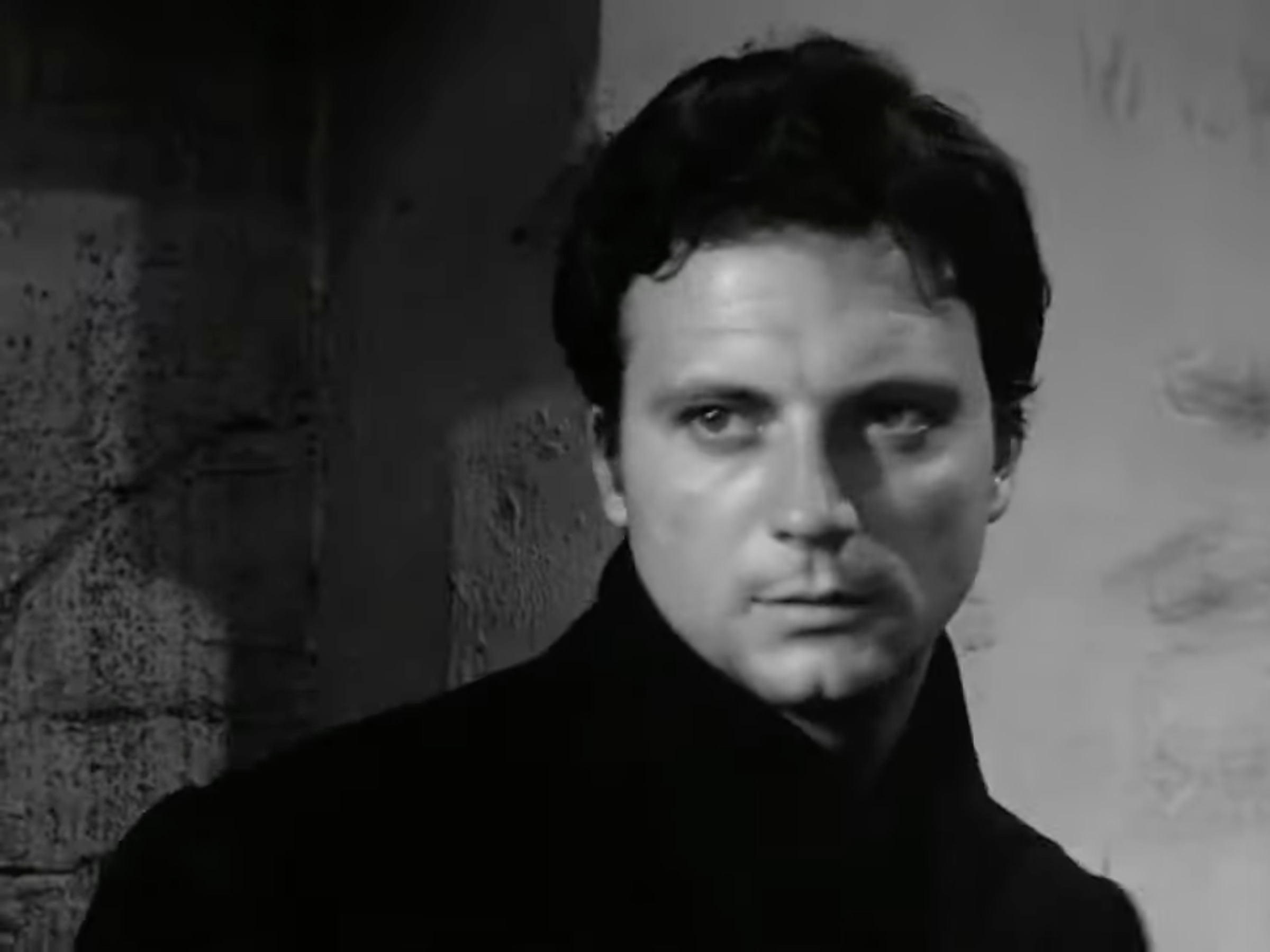
Franco Interlenghi ne Il generale Della Rovere (1959)

### Cinema
- Sciuscià, regia di Vittorio De Sica (1946)
- Fabiola, regia di Alessandro Blasetti (1949)
- Domenica d'agosto, regia di Luciano Emmer (1950)
- Teresa, regia di Fred Zinnemann (1951)
- Parigi è sempre Parigi, regia di Luciano Emmer (1951)
- Canzoni di mezzo secolo, regia di Domenico Paolella (1952)
- Don Camillo, regia di Julien Duvivier (1952)
- Ergastolo, regia di Luigi Capuano (1952)
- Processo alla città, regia di Luigi Zampa (1952)
- Gli eroi della domenica, regia di Mario Camerini (1952)
- Giovinezza, regia di Giorgio Pastina (1952)
- Don Lorenzo, regia di Carlo Ludovico Bragaglia (1952)
- La provinciale, regia di Mario Soldati (1953)
- Il mondo le condanna, regia di Gianni Franciolini (1953)
- Riscatto, regia di Marino Girolami (1953)
- I vitelloni, regia di Federico Fellini (1953)
- Canzoni, canzoni, canzoni, regia di Domenico Paolella (1953)
- I vinti, regia di Michelangelo Antonioni (1953)
- William Tell, regia di Jack Cardiff – film non terminato (1953)
- Gli amori di Manon Lescaut, regia di Mario Costa (1954)
- L'amore romantico, episodio di Amori di mezzo secolo, regia di Glauco Pellegrini (1954)
- Garibaldina, episodio di Cento anni d'amore, regia di Lionello De Felice (1954)
- Canzoni di mezzo secolo, regia di Domenico Paolella (1954)
- La contessa scalza (The Barefoot Contessa), regia di Joseph L. Mankiewicz (1954)
- Ulisse, regia di Mario Camerini (1954)
- Le due orfanelle, regia di Giacomo Gentilomo (1954)
- Non c'è amore più grande, regia di Giorgio Bianchi (1955)
- Gli innamorati, regia di Mauro Bolognini (1955)
- Altair, regia di Leonardo De Mitri (1956)
- I giorni più belli, regia di Mario Mattoli (1956)
- Totò, Peppino e i fuorilegge, regia di Camillo Mastrocinque (1956)
- Padri e figli, regia di Mario Monicelli (1957)
- Addio alle armi (A Farewell to Arms), regia di Charles Vidor (1957)
- La regina della povera gente (La cenicienta y Ernesto), regia di Pedro L. Ramírez (1957)
- Giovani mariti, regia di Mauro Bolognini (1958)
- Il cielo brucia, regia di Giuseppe Masini (1958)
- La ragazza del peccato (En cas de malheur), regia di Claude Autant-Lara (1958)
- Polikuska, regia di Carmine Gallone (1959)
- Educande al tabarin (Cigarettes, whisky et p'tites pépées), regia di Maurice Regamey (1959)
- Sangue sull'asfalto (Délit de fuite), regia di Bernard Borderie (1959)
- Il generale Della Rovere, regia di Roberto Rossellini (1959)
- La notte brava, regia di Mauro Bolognini (1959)
- Match contro la morte (Match contre la mort), regia di Claude Bernard-Aubert (1960)
- Le svedesi, regia di Gian Luigi Polidoro (1960)
- Viva l'Italia, regia di Roberto Rossellini (1960)
- Cronache del '22, registi vari (1961)
- Una notte per cinque rapine (Mise à sac), regia di Alain Cavalier (1968)
- La colonna di Traiano (Columna), regia di Mircea Drăgan (1968)
- Pianeta Venere, regia di Elda Tattoli (1972)
- La polizia interviene: ordine di uccidere!, regia di Giuseppe Rosati (1975)
- Amore, piombo e furore, regia di Monte Hellman, Tony Brandt (1978)
- Miranda, regia di Tinto Brass (1985)
- Juke box, regia di Carlo Carlei, Ernesto Civitareale (1985)
- Il camorrista, regia di Giuseppe Tornatore (1986)
- L'avaro, regia di Tonino Cervi (1990)
- Pummarò, regia di Michele Placido (1990)
- Le amiche del cuore, regia di Michele Placido (1992)
- Gli assassini vanno in coppia, regia di Piero Natoli (1992)
- Antelope Cobbler, regia di Antonio Falduto (1993)
- Torta di mele, regia di Anna Carlucci (1993)
- Copenhagen fox-trot, regia di Antonio Domenici (1993)
- 18.000 giorni fa, regia di Gabriella Gabrielli (1993)
- L'orso di peluche (L'Ours en peluche), regia di Jacques Deray (1993)
- Le roi de Paris, regia di Dominique Maillet (1995)
- Marciando nel buio, regia di Massimo Spano (1996)
- Mi fai un favore, regia di Giancarlo Scarchilli (1997)
- La rumbera, regia di Piero Vivarelli (1998)
- Il conte di Melissa, regia di Maurizio Anania (2001)
- Una lunga lunga lunga notte d'amore, regia di Luciano Emmer (2001)
- Due volte Natale, regia di Marco Falaguasta (2003)
- The Accidental Detective, regia di Vanna Paoli (2003)
- Tosca e altre due, regia di Giorgio Ferrara (2003)
- Romanzo criminale, regia di Michele Placido (2005)
- Nemici per la pelle, regia di Rossella Drudi (2006)
- Notte prima degli esami - Oggi, regia di Fausto Brizzi (2007)
- Io, Don Giovanni, regia di Carlos Saura (2009)
- La bella società, regia di Gian Paolo Cugno (2010)

### Televisione
- Canne al vento – sceneggiato TV (1958)
- Una coccarda per il re – film TV (1970)
- Addavenì quel giorno e quella sera – miniserie TV (1979)
- Un inverno al mare – miniserie TV (1980)
- Giovanni, da una madre all'altra – miniserie TV (1983)
- Opération O.P.E.N. – serie TV, 1 episodio (1984)
- Un uomo in trappola, regia di Vittorio De Sisti – miniserie TV (1985)
- Un bambino di nome Gesù, regia di Franco Rossi – miniserie TV (1987)
- Les dossiers secrets de l'inspecteur Lavardin – serie TV, 1 episodio (1989)
- Donne armate – film TV (1989)
- Pronto soccorso, regia di Francesco Massaro – miniserie TV (1990)
- ...Se non avessi l'amore, regia di Leandro Castellani – film TV (1991)
- Il coraggio di Anna, regia di Giorgio Capitani – miniserie TV (1992)
- L'ispettore Sarti – serie TV (1994)
- Blinde Augen klagen an – film TV (1996)
- Racket, regia di Luigi Perelli – miniserie TV (1997)
- Il maresciallo Rocca 2 – serie TV (1998)
- Tre addii – miniserie TV (1999)
- Gli amici di Gesù - Giuseppe di Nazareth, regia di Raffaele Mertes – film TV (2000)
- Padre Pio - Tra cielo e terra, regia di Giulio Base – film TV (2000)
- On n'a qu'une vie – film TV (2000)
- Papa Giovanni - Ioannes XXIII, regia di Giorgio Capitani – film TV (2002)
- Don Matteo – serie TV, 1 episodio (2004)
- Diritto di difesa – serie TV, 1 episodio (2004)
- Papa Luciani - Il sorriso di Dio, regia di Giorgio Capitani – miniserie TV (2006)

## Teatro
- Rosalinda o come vi piace di William Shakespeare, regia di Luchino Visconti, Teatro Eliseo di Roma, 25 novembre 1948.
- Morte di un commesso viaggiatore di Arthur Miller, regia di Luchino Visconti, Teatro Eliseo di Roma, 21 gennaio 1949.
- Troilo e Cressidra di William Shakespeare, regia di Luchino Visconti, Firenze Giardino di Boboli, 21 giugno 1949.
- Storia di Pablo di Sergio Velitti, regia di Virginio Puecher, Piccolo Teatro di Milano, 20 marzo 1961.
- Coefore di Eschilo, regia di Giorgio Pressburger, Teatro greco di Siracusa (1996)

## Varietà radiofonici Rai
- Vietato ai maggiori di vent'anni, presentano Franco Interlenghi e Gianna Piaz (1953) (1954)
- Voi ed io, programma d'intrattenimento radiofonico del mattino in onda tutti i giorni dal lunedì al sabato dalle 9 alle 11 su Radiouno dal 30 agosto al 2 ottobre 1976 (ultimo conduttore del ciclo storico iniziato il 5 gennaio 1970, la trasmissione dal 4 ottobre 1976 cambio' parzialmente titolo in Voi ed io : punto e a capo, musiche e parole provocate dai fatti inaugurato alla conduzione dall'attrice Franca Valeri).

## Doppiatori
- Pino Locchi in La contessa scalza, Gli innamorati, Altair
- Giuseppe Rinaldi in Gli amori di Manon Lescaut
- Gianfranco Bellini in Ulisse
- Riccardo Cucciolla in Padri e figli
- Glauco Onorato in Il generale Della Rovere
- Pino Colizzi in La polizia interviene: ordine di uccidere!